# Dubowe (obwód czerniowiecki)
Dubowe (ukr. Дубове) – wieś na Ukrainie, w obwodzie czerniowieckim, w rejonie czerniowieckim, w hromadzie Kamjana. W 2024 liczyła 750 mieszkańców.